# 赫特潟湖
赫特潟湖（英語：Hutt Lagoon）是一個位於澳洲西澳州中西區的鹹水湖，位處印度洋沿岸赫特河河口以北兩公里的位置。
赫特潟湖的鹽生杜氏藻生產大量類胡蘿蔔素，令湖水染成紅色或粉紅色。

## 外部連結
- 赫特潟湖 - 西澳州旅遊局 （页面存档备份，存于）